# Procesí k panence
Procesí k panence je československý komediální film režiséra Vojtěcha Jasného z roku 1961. Snímek je opožděnou komediální reakci na období kolektivizace a parodicky propojuje dva nesmiřitelné světy: komunistickou stranu a náboženství.

## Příběh
Skupina dobrovolných agitátorů se marně pokouší již delší dobu přesvědčit pobožné občany, rolníky a statkáře z Malé Lhoty, aby vstoupili do zemědělského družstva. Když vyhrožují další návštěvou v sobotu, vesničané se rozhodnou vyrazit na procesí ke svaté panně Marii, aby se vyhnuli přesvědčování. To se jim ale nepodaří, agitátoři směle následují své oběti během procesí, agitují doslova za pochodu s korouhvemi v rukou a doufají, že je o vstupu do zemědělského družstva přesvědčí.

## Natáčení
Prostředí vesnice Malá Lhota se natáčelo na barokní návsi v obci Byšičky u Lysé nad Labem.

## Recepce
Snímek se v Jasného filmografii vymyká prosazováním budovatelských myšlenek. Jasný reagoval na tvrdou kritiku jeho předchozího filmu Touha (1958), který byl kritizován na banskobystrické konferenci v roce 1959.